# Вичища (дем Хрупища)
Вижте пояснителната страница за други значения на Вичища.
Вѝчища (в местния говор Вѝчишча, на гръцки: Νίκη, Ники, до 1954 Βίτσιστα или Βύτσιστα, Вициста) е село в Егейска Македония, Гърция, дем Хрупища на област Западна Македония.

## География
Селото се намира на 24 километра югозападно от демовия център Хрупища (Аргос Орестико) и на 8 километра югоизточно от Нестрам (Несторио), в северните поли на Одре (Одрия) на левия бряг на река Галешово.

## История

### Етимология
Според Йордан Заимов името Вицани е от българското Бичани, което е от бик, с обичайна графична замяна на б с β.
Според академик Иван Дуриданов името е от първоначален патроним на -ишти -itji от личното име Вичо, хипокористикон от Вито-мир, сравнимо със сръбското лично име Вича. Името съответства на хърватското селищно име Vičići.

### В Османската империя
Съдейки по името му, в XVIII век селото най-вероятно е населено с българи, но е напуснато под албански натиск и заселено с албанци мюсюлмани. В края на XIX век Вичища е самотно албанско мюсюлманско село в Костурска каза на Османската империя, обградено от гръцките села Лъка и Скумско от запад, българските Езерец и Головраде от юг и помашкото Забърдени от изток. В статистиката на Васил Кънчов („Македония. Етнография и статистика“) в 1900 година Вичища (Вичани, Вицани) грешно е показано като гръцко село със 160 жители гърци.
На Етнографската карта на Битолския вилает на Картографския институт в София от 1901 година Вичища е чисто турско село в Костурската каза на Корчанския санджак с 30 къщи.
Гръцка статистика от 1905 година отбелязва Вициста като село с 200 жители турци.
Вичищките албанци, може би под влияние на Албанското възраждане, подобно на тези от корещанското изолирано албанско село Сливени, спазват неутралитет към революционните борби на съседите си българи.
Според Георгиос Панайотидис, учител в Цотилската гимназия в 1910 година във Вициста (Βίτσιστα) има 30 мюсюлмански албанофонски семейства.
При избухването на Балканската война в 1912 година един човек от Вичища е доброволец в Македоно-одринското опълчение.
На етническата карта на Костурското братство в София от 1940 година, към 1912 година Вичища е обозначено като албанско селище.

### В Гърция
През войната селото е окупирано от гръцки части и остава в Гърция след Междусъюзническата война.
Боривое Милоевич пише в 1921 година („Южна Македония“), че Вичища (Вичишта) има 35 къщи арнаути мохамедани.
В 1924 година мюсюлманските му жители се изселват в Албания и на тяхно място са настанени гърци бежанци. В 1928 година селото е почти изцяло бежанско със 121 жители бежанци от 123 или според други данни изцяло бежанско с 38 семейства и 131 души гърци бежанци. По време на Гръцката гражданска война селото пострадва силно и жителите му се изселват в полските села, но след войната се връщат.
През 1954 година селото е прекръстено на Ники, в превод победа.
Жителите се занимават с отглеждане на жито, овошки и малко със скотовъдство.
| Година    | 1913 | 1920 | 1928 | 1940 | 1951 | 1961 | 1971 | 1981 | 1991 | 2001 | 2011 | 2021 |
| --------- | ---- | ---- | ---- | ---- | ---- | ---- | ---- | ---- | ---- | ---- | ---- | ---- |
| Население | 303  | 318  | 123  | 261  | 0    | 206  | 107  | 65   | 69   | 55   | 41   | 20   |

## Личности
Родени във Вичища
- Никола Йорданов (1866 – ?), македоно-одрински опълченец, Втора рота на Кюстендилската дружина, Седма кумановска дружина[15]